# شرابيات الحرير
شرابيات الحرير (الاسم العلمي: Garryales) هي رتبة من النباتات تتبع طائفة الثنائيات الفلقة من شعيبة البذريات.

## فصائل
- شرابات الحرير
  - شرابة الحرير 16 نوعاً
  - الأوكوبة 13 نوعاً
- الأكومية
  - الأوكوميا نوعاً وحيداً